# Riad Haidar
Riad Haidar (ur. 1 sierpnia 1951 w As-Suwajdzie, zm. 25 maja 2023 w Lublinie) – polski lekarz, polityk, samorządowiec i działacz społeczny pochodzenia syryjskiego, poseł na Sejm IX kadencji.

## Życiorys
Urodził się w Syrii, w 1989 uzyskał polskie obywatelstwo. W 1981 ukończył studia lekarskie na Akademii Medycznej w Lublinie. Uzyskał specjalizację w zakresie pediatrii, na krótko powrócił do Syrii, po czym zawarł kontrakt na pracę w zawodzie lekarza w mieście Al-Bajda w Libii. Powrócił następnie do Polski, w 1991 podejmując praktykę na Oddziale Neonatologicznym Wojewódzkiego Szpitala Specjalistycznego w Białej Podlaskiej. Objął stanowisko ordynatora tego oddziału. Uzyskał w międzyczasie specjalizację w dziedzinie neonatologii, ukończył też studia podyplomowe m.in. z zakresu zarządzania w służbie zdrowia na Uniwersytecie Marii Curie-Skłodowskiej.
Był długoletnim szefem sztabu Wielkiej Orkiestry Świątecznej Pomocy w Białej Podlaskiej. Kierowanemu przez niego przez wiele lat oddziałowi nadano imię Wielkiej Orkiestry Świątecznej Pomocy.
Od 2000 do 2019 należał do Sojuszu Lewicy Demokratycznej. Z jego ramienia w latach 2002–2010 zasiadał w Radzie Miasta Biała Podlaska. W wyborach do Parlamentu Europejskiego w 2004 bez powodzenia ubiegał się o mandat eurodeputowanego z listy koalicji SLD-UP. W wyborach samorządowych w 2010 z ramienia SLD uzyskał mandat radnego Sejmiku Województwa Lubelskiego z okręgu wyborczego nr 3, zdobywając 13 982 głosy (9,57% głosów w okręgu). W 2014 jako kandydat SLD Lewica Razem uzyskał reelekcję, otrzymując 13 133 głosy (9,51% głosów w okręgu). W wyborach parlamentarnych w 2015 bez powodzenia kandydował do Sejmu jako lider listy Zjednoczonej Lewicy w okręgu nr 7. W wyborach samorządowych w 2018 ponownie został wybrany na radnego sejmiku, uzyskując 18 826 głosów (11,93% głosów w okręgu).
W eurowyborach w 2019 bezskutecznie kandydował z listy Koalicji Europejskiej do Parlamentu Europejskiego. Uzyskał wówczas 16 858 głosów. Po odejściu z SLD w wyborach parlamentarnych w 2019 wystartował do Sejmu z pierwszego miejsca na liście Koalicji Obywatelskiej w okręgu chełmskim. Uzyskał mandat posła IX kadencji, otrzymując 21 483 głosy.
Z końcem grudnia 2019 kontrakt Riada Haidara ze szpitalem w Białej Podlaskiej wygasł, a urzędujący od tego samego roku dyrektor placówki (i jednocześnie miejski radny PiS) zaproponował mu pozostanie w szpitalu na stanowisku lekarza bez możliwości dalszego pełnienia funkcji ordynatora oddziału neonatologii. Riad Haidar odmówił przyjęcia tych warunków, uznając, że decyzją dyrektora szpitala kierowały pobudki polityczne. 2 stycznia pod szpitalem w Białej Podlaskiej odbył się protest „Murem za Haidarem”. Za Riadem Haidarem wstawili się m.in. Adam Bodnar oraz Jerzy Owsiak. Sprawa nieprzedłużenia kontraktu na dotychczasowych warunkach przez radnego PiS była szeroko komentowana w polskich mediach.
W listopadzie 2020 zajął się organizacją lokalnych struktur Inicjatywy Polska (formalnie nie wstępując do partii). Zmarł w trakcie kadencji w maju 2023 na skutek białaczki. Nabożeństwo żałobne odbyło się w cerkwi Świętych Cyryla i Metodego w Białej Podlaskiej, pogrzeb miał charakter państwowy. Został pochowany na cmentarzu komunalnym w Białej Podlaskiej.

## Odznaczenia i wyróżnienia
W 2023 prezydent Andrzej Duda nadał mu pośmiertnie Krzyż Kawalerski Orderu Odrodzenia Polski. Odznaczony również Srebrnym (2000) i Złotym (2008) Krzyżem Zasługi.
W 2005 wyróżniony tytułem „Lekarza Niezwykłego” w plebiscycie miesięcznika „Zdrowie”. W 2018 Fundacja Ekumeniczna „Tolerancja” za działalność społeczną przyznała mu medal „Zasłużony dla Tolerancji”.

## Wyniki wyborcze
| Wybory | Komitet wyborczy                 | Komitet wyborczy                          | Organ                                      | Okręg        | Wynik           |
| ------ | -------------------------------- | ----------------------------------------- | ------------------------------------------ | ------------ | --------------- |
| 2002   |                                  | Sojusz Lewicy Demokratycznej – Unia Pracy | Rada Miasta Biała Podlaska IV kadencji     | nr 4         | 197 (3,57%)     |
| 2004   | Parlament Europejski VI kadencji | Sojusz Lewicy Demokratycznej – Unia Pracy | nr 8                                       | 3315 (0,93%) |                 |
| 2006   |                                  | Lewica i Demokraci                        | Rada Miasta Biała Podlaska V kadencji      | nr 4         | 331 (6,70%)     |
| 2010   |                                  | Sojusz Lewicy Demokratycznej              | Sejmik Województwa Lubelskiego IV kadencji | nr 3         | 13 982 (9,57%)  |
| 2014   |                                  | SLD Lewica Razem                          | Sejmik Województwa Lubelskiego V kadencji  | nr 3         | 13 133 (9,51%)  |
| 2015   |                                  | Zjednoczona Lewica                        | Sejm VIII kadencji                         | nr 7         | 11 475 (3,38%)  |
| 2018   |                                  | SLD Lewica Razem                          | Sejmik Województwa Lubelskiego VI kadencji | nr 3         | 18 826 (11,93%) |
| 2019   |                                  | Koalicja Europejska                       | Parlament Europejski IX kadencji           | nr 8         | 16 858 (2,28%)  |
| 2019   |                                  | Koalicja Obywatelska                      | Sejm IX kadencji                           | nr 7         | 21 483 (5,35%)  |